# Serica echigoana
Serica echigoana är en skalbaggsart som beskrevs av Takeshiko Nakane och Baba 1960. Serica echigoana ingår i släktet Serica och familjen Melolonthidae. Inga underarter finns listade i Catalogue of Life.